# Donny
Donny es el séptimo álbum de estudio del cantante estadounidense Donny Osmond. Fue publicado en noviembre de 1974 a través del sello discográfico MGM Records.

## Grabación y contenido
Las sesiones de grabación del álbum tuvieron lugar en los Estados Unidos. «I'm Dyin'» se grabó durante una sesión para su álbum colaborativo con su hermana Marie Osmond, I'm Leaving It All Up to You, en Kolob Studios, un estudio ubicado en Provo, Utah. Las pistas restantes de Donny se grabaron en los estudios MGM, en Hollywood, California. Don Costa y Mike Curb produjeron todas las canciones excepto «I'm Dyin'», que fue producida por su hermano Alan Osmond junto con Michael Lloyd. Costa se encargó de los arreglos de siete de las canciones del álbum. Donny contenía diez canciones. Muchas de las canciones del álbum eran versiones de material previamente grabado por otros artistas. Esto incluyó una versión de «I'm So Lonesome I Could Cry», que fue un éxito para Hank Williams en 1966.

## Recepción de la crítica
Un escritor no especificado de la revista Cash Box lo consideró “un gran éxito en solitario para Donny”, y añadió: “El resurgimiento de Donny Osmond como estrella solista se destaca dramáticamente en su nuevo LP, que demuestra cuán talentoso es realmente”.

## Lista de canciones
| Lado uno |                                     |                                       |          |  |
| N.º      | Título                              | Escritor(es)                          | Duración |  |
| 1.       | «I'm So Lonesome I Could Cry»       | Hank Williams                         | 2:56     |  |
| 2.       | «What's He Doing in My World»       | Carl Belew Eddie Bush Billy Joe Moore | 2:32     |  |
| 3.       | «If Someone Ever Breaks Your Heart» | Mack David Mike Curb                  | 3:00     |  |
| 4.       | «Sixteen Candles»                   | Luther Dixon Allyson R. Khent         | 2:37     |  |
| 5.       | «Where Did All the Good Times Go»   | Michael Lloyd                         | 3:20     |  |

| Lado dos |                  |                              |          |  |
| N.º      | Título           | Escritor(es)                 | Duración |  |
| 1.       | «Mona Lisa»      | Jay Livingston Ray Evans     | 2:29     |  |
| 2.       | «This Time»      | Chips Moman                  | 2:40     |  |
| 3.       | «I'm Dyin'»      | Alan Osmond Donny Osmond     | 3:35     |  |
| 4.       | «Ours»           | Michael Charles              | 2:42     |  |
| 5.       | «I Have a Dream» | Solomon Burke K.S.H.S. Burke | 3:22     |  |

## Créditos y personal
Créditos adaptados desde las notas de álbum de Donny.
Personal técnico
- Mike Curb – productor en todas las canciones excepto «I'm Dyin'»
- Don Costa – productor en todas las canciones excepto «I'm Dyin'», arreglos
- Michael Lloyd – productor en «I'm Dyin'»
- Alan Osmond – productor en «I'm Dyin'»
- Ed Greene – ingeniero de audio en todas las canciones excepto «I'm Dyin'»
- Humberto Gatica – ingeniero asistente
- The Osmonds – ingeniero de audio en «I'm Dyin'»

## Posicionamiento
| Gráfica (1975)                            | Pico de posición |
| ----------------------------------------- | ---------------- |
| Canadá (RPM Top Albums)                   | 65               |
| Estados Unidos (Billboard Top LPs & Tape) | 57               |
| Estados Unidos (Cash Box Top 100 Albums)  | 79               |
| Nueva Zelanda (Recorded Music NZ)         | 32               |
| Reino Unido (Record Mirror Top 50 Albums) | 21               |

## Certificaciones y ventas
| País                                                     | Certificación | Ventas   |
| -------------------------------------------------------- | ------------- | -------- |
| Reino Unido (BPI)                                        | Plata         | 100 000* |
| *cifras de ventas basadas únicamente en la certificación |               |          |